# أنو ميرا (كيكلاديس)

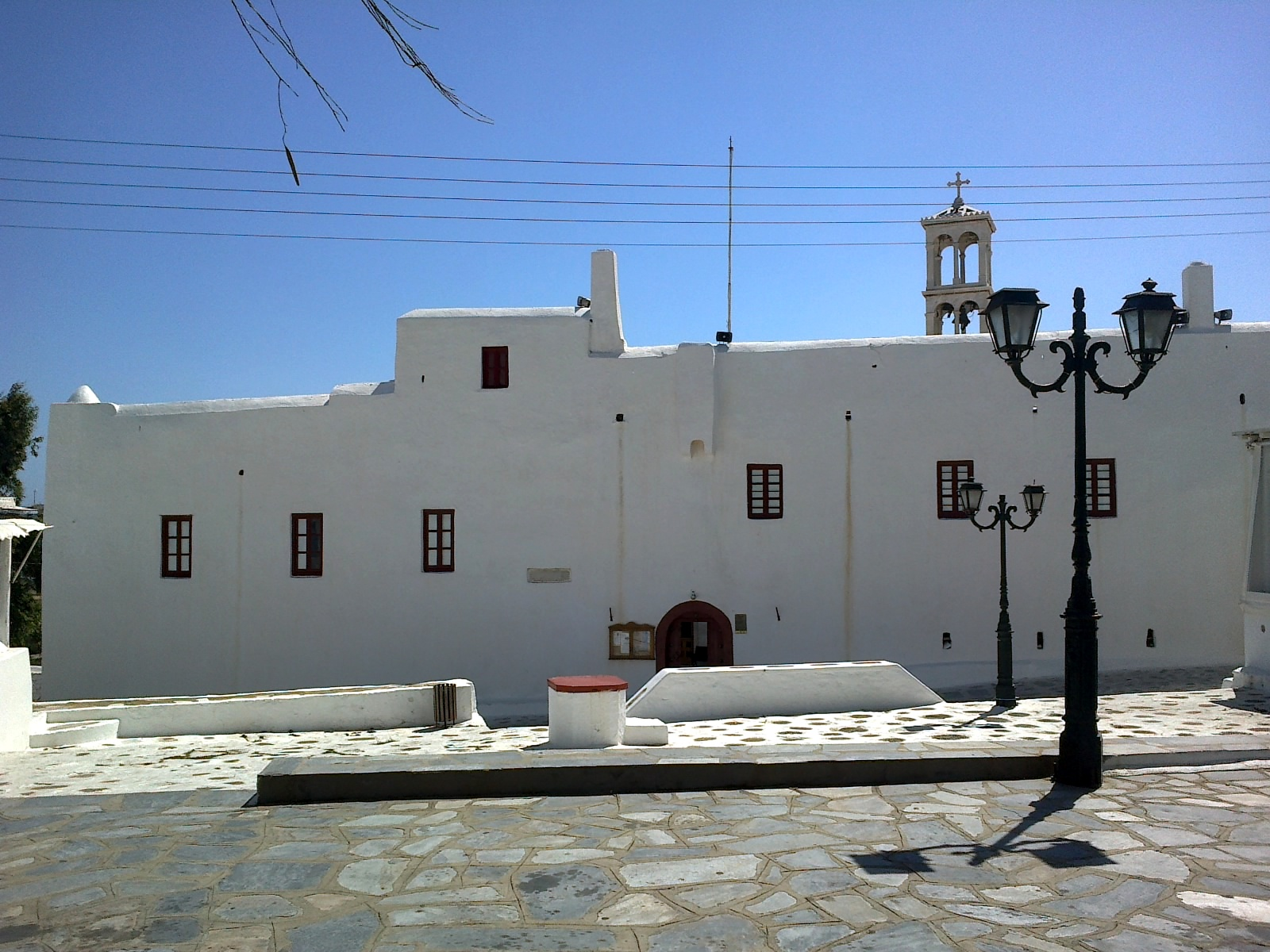

أنو ميرا (Άνω Μερά) هي مدينة في كيكلاديس في اليونان.
يبلغ عدد سكانها حوالي 1640   نسمة.